# Kathleen Ferguson
Kathleen Mavis „Kay“ Ferguson (* 8. Januar 1931 in Vancouver als Kathleen McNamee; † 11. Januar 2022 in Richmond, British Columbia) war eine kanadische Schwimmerin.

## Leben
Kathleen Ferguson nahm an den Olympischen Sommerspielen 1948 in London und 1952 in Helsinki teil. Darüber hinaus ging sie bei den British Empire Games 1950 über 110 Yards und in der Staffel über 4 × 110 Yards an den Start.
Ihr Bruder Gerald McNamee war ebenfalls Schwimmer und Olympiateilnehmer 1952.
Aus ihrer Ehe mit Rich Ferguson ging ihr Sohn John Pyper-Ferguson hervor.